# Mecyclothorax parvus
Mecyclothorax parvus är en skalbaggsart som beskrevs av Britton 1948. Mecyclothorax parvus ingår i släktet Mecyclothorax och familjen jordlöpare. Inga underarter finns listade i Catalogue of Life.